# La Petite Maison dans la prairie (mini-série)
Pour les articles homonymes, voir La Petite Maison dans la prairie (homonymie).
La Petite Maison dans la prairie (Little House on the Prairie) est une mini-série américaine en 6 épisodes d'une durée de 95 minutes, réalisé par David L. Cunningham et diffusé en 2005, d'après la série de romans du même nom de Laura Ingalls Wilder (1932-1943).

## Synopsis
Charles Ingalls et sa famille décident de faire un grand voyage dans l'Ouest américain jusqu'à la petite ville de Walnut Grove et vont se retrouver confrontés à de nombreuses aventures.

## Fiche technique
- Titre original : Little House on the Prairie
- Titre français : La Petite Maison dans la prairie
- Réalisation : David L. Cunningham
- Scénario : Laura Ingalls Wilder (romans), Katie Ford
- Pays d'origine :  États-Unis
- Langue originale : anglais
- Nombre d'épisodes : 6
- Durée : 95 minutes (par épisodes)
- Date de première diffusion : 26 mars 2005 – 23 avril 2005 (États-Unis)

## Distribution
- Cameron Bancroft : Charles Ingalls
- Erin Cottrell : Caroline Ingalls
- Kyle Chavarria : Laura Ingalls
- Danielle Chuchran : Mary Ingalls
- Gregory Sporleder : Monsieur Edwards
- Barbara Kozicki : Tante Docie
- Griffin Powell-Arcand : Jeune garçon indien
- Nathaniel Arcand : Brave Kiowa
- Allen Belcourt : Jeune guerrier Kiowa
- Byron Chief-Moon : Soldat du chêne
- Melanie Corcoran : Prostituée d'Independence (KS)
- James Cosmo : Monsieur Scott
- Geoffrey Ewert : Villageois
- Richard Halliday : Commerçant
- Dorian Harewood : Docteur Tan
- Jimmy Herman : Osage
- Daniel Jeffery : Garçon
- Tim Koetting : Major Callaghan
- Sammy Simon : Homme-médecine
- Royal Sproule : Employé de la poste
- Gina Stockdale : Madame Scott
- Rob Ullett : Employé de la ville